# Alice (film 1982)
Alice è un film del 1982, diretto da Jacek Bromski e Jerzy Gruza. È una rilettura in chiave moderna del romanzo Le avventure di Alice nel Paese delle Meraviglie di Lewis Carroll.